# C. F. E. Horneman
Christian Frederik Emil Horneman (né le 17 décembre 1840 à Copenhague et mort dans la même ville le 8 juin 1906) est un compositeur et chef d'orchestre danois.

## Biographie
C. F. E. Horneman est le fils du compositeur Emil Horneman (1809-1870) et de Agnes Camilla Scheuermann (1808-1891). Son grand-père est le peintre Christian Horneman (1765-1844), connu notamment pour son portrait de Beethoven jeune.
Horneman écrit dès son enfance des opéras avec son cousin Asger Hamerik (1843-1923). De 1858 à 1860, il suit les cours du Conservatoire de Leipzig, avec Ignaz Moscheles, Moritz Hauptmann, Julius Rietz et autres. Il s’y lie d'amitié avec Edvard Grieg.
Son père ayant perdu toute sa fortune en tentant de créer un parc d'attraction dénommé «Alhambra» à Copenhague, en compétition avec Tivoli, C.F.E. Horneman rentre précipitamment au Danemark. Il y établit avec son père une maison d'édition musicale, pour laquelle il livre lui-même anonymement une partie de la musique sous forme de divertissements, pots-pourris d'opéras et autres. Il écrit alors aussi diverses ouvertures et autres pièces orchestrales pour le parc de Tivoli.
En 1865, il crée avec Gottfred Matthison-Hansen, Edvard Grieg et d'autres la société musicale Euterpe dont il dirige les concerts,. Le but est de concurrencer la Musikforening dont les orientations étaient jugées trop conservatrices et de défendre la musique des jeunes compositeurs. Cette initiative ne dure qu'une saison.
En 1872, après le décès de son père, il revend la maison d'édition Horneman à sa concurrente Wilhelm Hansen et crée avec Otto Malling et Jacob Christian Fabricius la Koncertforening, initiative à laquelle il ne participe que de façon éphémère.
Il a plus de succès en créant en 1876 un institut musical pédagogique, dont l'idée maîtresse est d'apprendre aux étudiants l’art de chanter à vue. Cet institut forme de nombreux musiciens danois, dont Rued Langgaard, et existe jusqu'en 1920. Le grand enthousiasme, la fougue et l'énergie de Horneman en sont l'âme.
En 1888, il reçoit le titre de professeur, et en 1906 celui de Chevalier du Dannebrog.
Sa fille Elisabeth Horneman Rosenberg (1867-1930) est actrice, épouse du metteur en scène Peter Andreas Rosenberg (1858-1935), et mère de l'actrice Inga Rosenberg (1896-1984), elle-même épouse de l'acteur Nicolaj Bondesen (1896-1943).

## Œuvres
L’œuvre de Horneman s'inscrit dans ce qu'on peut appeler la seconde génération de l'Age d'or danois. Ses compositions ne sont pas nombreuses mais d'une grande originalité. Carl Nielsen dit de lui qu'il "était la flamme, la flamme claire, le feu ardent de la musique danoise, le feu qui brûle tout ce qui est faux et le détruit". Edvard Grieg s'exprimera en termes non moins élogieux. 
Ses principales œuvres sont les suivantes:

### Opéra
- Aladdin (joué la première fois le 19 novembre 1888)

### Musiques de scène
- Esther (pour la pièce de Holger Drachmann) (1889)
- L’Alcade de Zalamea (pour la pièce de Pedro Calderón de la Barca) (1892)
- Le Barbier de Séville (pour la pièce de Beaumarchais) (1893)
- Kong Hjarne Skjald (pour la pièce de Karl Gjellerup) (1893)
- Gurre (pour la pièce de Holger Drachmann) (1901)
- La conversion de Harlequin (pour la pièce de Ove Rode) (1901)
- Kalanus (pour la pièce de Paludan-Müller) (1904)
- La bataille avec les muses (pour la pièce de Karl Gjellerup) (1908-10)

### Musique vocale
- Le pèlerinage (Valfarten) pour baryton et orchestre (1876)
- Suite lyrique pour voix solo, chœur et orchestre (1878)
- Trois chansons de Ludwig Uhland pour baryton, chœur masculin et orchestre (1889)
- Cantate pour la consécration de la salle de concert de Tivoli (1902)
- Cantate pour le centenaire de J.P.E. Hartmann (1905)
- Cantate pour le décès du Roi Christian IX (1906)
- Quelque 52 mélodies, et 8 duets

### Musique instrumentale
- Ouverture "La vie d'un héros" (1867)
- Quatuor à cordes n° 1 en sol mineur (1859)
- Quatuor à cordes n° 2 en ré majeur (1861
- Fantaisie pour piano
- Sérénade pour piano